# Ljubisav Luković
Ljubisav Luković (in serbo Љубисав Луковић?; Sjenica, 28 agosto 1962) è un ex cestista e allenatore di pallacanestro serbo, fino al 2003 jugoslavo. È il padre di Uroš Luković, Marko e Branka, tutti cestisti.

## Palmarès

### Giocatore
- Coppa di Jugoslavia: 1

IMT Belgrado: 1987